# 法镜寺
法镜寺，又名下天竺，位于杭州西湖之西，天竺山莲花峰下，是杭州“天竺三寺”中历史最悠久的佛教寺院，亦为杭州唯一的尼众道场。于东晋咸和五年开基，始建者为慧理禅师。